# 10 Brygada Strzelców (URL)
10 Brygada Strzelców – oddział piechoty Armii Ukraińskiej Republiki Ludowej.

## Formowanie i zmiany organizacyjne
W wyniku rozmów atamana Symona Petlury z naczelnikiem państwa i zarazem naczelnym wodzem wojsk polskich Józefem Piłsudskim prowadzonych w grudniu 1919, ten ostatni wyraził zgodę na tworzenie ukraińskich jednostek wojskowych w Polsce.
Rozkazem dowódcy 4 Kijowskiej Dywizji Strzelców nr 149 z 12 czerwca 1920 istniejący 5 pułk piechoty przeformowano w 1 Brygadę Strzelców. Rozkazem nr 169 z 23 lipca brygada otrzymała numer porządkowy 10. W jej składzie były niedobitki dawnego 1 Huculskiego pułku piechoty morskiej, które zebrano w 1 sotni 29 kurenia.
W październiku Armia URL przeprowadziła mobilizację. W jej wyniku liczebność jej oddziałów znacznie wzrosła. W związku z podpisaniem przez Polskę układu o zawieszeniu broni na froncie przeciwbolszewickim, od 18 października  wojska ukraińskie zmuszone były prowadzić działania zbrojne samodzielnie.
Pod koniec listopada, pod naporem wojsk sowieckich, brygada doznała dużych strat i przeszła na zachodni brzeg Zbrucza, gdzie została internowana przez Wojsko Polskie.

## Struktura organizacyjna
Organizacja brygady w październiku 1920
- dowództwo i sztab
- sotnia konna
- 28 kureń strzelców
- 29 kureń strzelców
- 30 kureń strzelców

## Żołnierze oddziału
| Dowództwo jednostki         |                        |       |
| Stopień, imię i nazwisko    | Okres pełnienia służby | Uwagi |
| Dowódca pułku               |                        |       |
| gen. chor. Wasyl Nelhowskyj | 12 VI – koniec wojny   |       |
| Szefowie sztabu             |                        |       |
| por. Josyp Dobrotworskyj    | 16 VI – 22 VII         |       |
| por. Jurij Pyrohiw          |                        |       |
| ppłk Mykoła Szramenko       |                        |       |